# 19a etapa del Tour de França de 2012
La 19a etapa del Tour de França de 2012 es disputà el dissabte 21 de juliol de 2012 sobre un recorregut de 53,5 km, en la modalitat de contrarellotge individual, entre les localitats de Bonneval i Chartres.
El vencedor de l'etapa fou el britànic Bradley Wiggins (Team Sky), que d'aquesta manera certificava la seva victòria en la general de la present edició del Tour. El segon a l'etapa fou el seu company d'equip, i segon a la general, Christopher Froome, mentre l'espanyol Luis León Sánchez (Rabobank ProTeam) acabà tercer.

## Perfil de l'etapa
La penúltima etapa de la present edició és una contrarellotge individual, per bones carreteres i un terreny bàsicament pla, entre les localitats de Bonneval i el centre de Chartres, al departament d'Eure i Loir.

## Desenvolupament de l'etapa
Com és habitual en les contrarellotges els ciclistes prengueren la sortida en l'ordre invers a la classificació individual al final de l'etapa anterior. És per aquest motiu que el primer a prendre la sortida va ser Jimmy Engoulvent (Saur-Sojasun).
Engoulvent fou el primer a acabar l'etapa, amb un temps d'una hora, dotze minuts i quaranta-nou segons, però el seu temps va ser superat pocs minuts després per Julien Fouchard (Cofidis), en superar el temps d'Engoulvent en dos minuts. Johan Vansummeren (Garmin-Sharp) fou el primer a baixar de l'hora i deu minuts, en acabar amb una hora nou minuts i vint-i-quatre segons, just abans que Patrick Gretsch (Argos-Shimano) millorés el temps en tres minuts. El temps de Gretsch es va mantenir com el millor durant unes dues hores i finalment acabà en la sisena posició final. No va ser fins a l'arribada de Luis León Sánchez (Rabobank ProTeam) que es millorà el temps de Gretsch, després d'haver fet els millors parcials en els tres punts de control intermedis. El seu temps fou d'una hora, sis minuts i tres segons, trenta-vuit segons millor que Gretsch.
Cap altre corredor aconseguí superar el seu temps i sols Tejay van Garderen (BMC Racing Team) superà el temps del primer parcial, però a la meta acabà 44" per darrere Sánchez. Sols Froome i Wiggins superaren el temps de van Garderen del primer control de pas, amb Wiggins superant Froome per dotze segons; Wiggins augmentà les diferències a mesura que passaven els quilòmetres i ja eren 54" en el segon control de pas i 1' 15" en el tercer. Froome superà la meta amb un temps d'una hora, cinc minuts i vint-i-nou segons, 34" millor que Sánchez, però Wiggins acabà guanyant la seva segona etapa de la cursa amb 1' 16" sobre el seu company d'equip Froome. L'únic canvi en les deu primeres posicions fou la pèrdua d'una posició de Cadel Evans (BMC Racing Team) en benefici d'Haimar Zubeldia (RadioShack-Nissan).

## Punts
- Punts atribuïts a Chartres (km 53,5)

| Primer  | Bradley Wiggins (GBR)    | 20 pts |
| Segon   | Christopher Froome (GBR) | 17 pts |
| Tercer  | Luis León Sánchez (ESP)  | 15 pts |
| Quart   | Peter Velits (SVK)       | 13 pts |
| Cinquè  | Richie Porte (AUS)       | 11 pts |
| Sisè    | Patrick Gretsch (GER)    | 10 pts |
| Setè    | Tejay van Garderen (USA) | 9 pts  |
| Vuitè   | Vassil Kirienka (BLR)    | 8 pts  |
| Novè    | Rein Taaramäe (EST)      | 7 pts  |
| Desè    | Jérémy Roy (FRA)         | 6 pts  |
| Onzè    | David Zabriskie (USA)    | 5 pts  |
| Dotzè   | Matthieu Sprick (FRA)    | 4 pts  |
| Tretzè  | Rubén Plaza (ESP)        | 3 pts  |
| Catorzè | Daniel Oss (ITA)         | 2 pts  |
| Quinzè  | Anthony Roux (FRA)       | 1 pt   |

## Classificació de l'etapa
|    | Ciclista                 | Equip                   | Temps      |
| -- | ------------------------ | ----------------------- | ---------- |
| 1  | Bradley Wiggins (GBR)    | Team Sky                | 1h 04' 13" |
| 2  | Chris Froome (GBR)       | Team Sky                | + 1' 16"   |
| 3  | Luis León Sánchez (ESP)  | Rabobank ProTeam        | + 1' 50"   |
| 4  | Peter Velits (SVK)       | Omega Pharma-Quick Step | + 2' 02"   |
| 5  | Richie Porte (AUS)       | Team Sky                | + 2' 25"   |
| 6  | Patrick Gretsch (GER)    | Argos-Shimano           | + 2' 28"   |
| 7  | Tejay van Garderen (USA) | BMC Racing Team         | + 2' 34"   |
| 8  | Vassil Kirienka (BLR)    | Movistar Team           | + 2' 46"   |
| 9  | Rein Taaramäe (EST)      | Cofidis                 | + 2' 50"   |
| 10 | Jérémy Roy (FRA)         | FDJ-BigMat              | + 3' 05"   |

## Classificació general
|    | Ciclista                    | Equip                 | Temps       |
| -- | --------------------------- | --------------------- | ----------- |
| 1  | Bradley Wiggins (GBR)       | Team Sky              | 84h 26' 31" |
| 2  | Chris Froome (GBR)          | Team Sky              | + 3' 21"    |
| 3  | Vincenzo Nibali (ITA)       | Liquigas-Cannondale   | + 6' 19"    |
| 4  | Jurgen van den Broeck (BEL) | Lotto-Belisol         | + 10' 15"   |
| 5  | Tejay van Garderen (USA)    | BMC Racing Team       | + 11' 04"   |
| 6  | Haimar Zubeldia (ESP)       | RadioShack-Nissan     | + 15' 43"   |
| 7  | Cadel Evans (AUS)           | BMC Racing Team       | + 15' 51"   |
| 8  | Pierre Rolland (FRA)        | Team Europcar         | + 16' 31"   |
| 9  | Janez Brajkovič (SVN)       | Astana Qazaqstan Team | + 16' 38"   |
| 10 | Thibaut Pinot (FRA)         | FDJ-BigMat            | + 17' 17"   |

## Classificacions annexes
|    | Ciclista                  | Equip               | Punts   |
| -- | ------------------------- | ------------------- | ------- |
| 1r | Peter Sagan (SVK)         | Liquigas-Cannondale | 386 pts |
| 2n | André Greipel (GER)       | Lotto-Belisol       | 264 pts |
| 3r | Matthew Harley Goss (AUS) | Orica-GreenEDGE     | 238 pts |

|    | Ciclista                   | Equip                 | Punts   |
| -- | -------------------------- | --------------------- | ------- |
| 1r | Thomas Voeckler (FRA)      | Team Europcar         | 134 pts |
| 2n | Fredrik Kessiakoff (SWE)   | Astana Qazaqstan Team | 123 pts |
| 3r | Chris Anker Sørensen (DEN) | Team Saxo-Tinkoff     | 77 pts  |

|    | Ciclista                 | Equip            | Temps        |
| -- | ------------------------ | ---------------- | ------------ |
| 1r | Tejay van Garderen (USA) | BMC Racing Team  | 84h 37' 35"  |
| 2n | Thibaut Pinot (FRA)      | FDJ-BigMat       | + 6' 13"     |
| 3r | Steven Kruijswijk (NED)  | Rabobank ProTeam | + 1h 05' 48" |

|    | Equip             | Temps        |
| -- | ----------------- | ------------ |
| 1r | RadioShack-Nissan | 250h 23' 05" |
| 2n | Team Sky          | + 6' 02"     |
| 3r | BMC Racing Team   | + 36' 36"    |

## Abandonaments
No es produí cap abandonament.